# Nederlands kampioenschap shorttrack 2009
Het Nederlands kampioenschap shorttrack 2009 is op 21 en 22 maart 2009 verreden op de baan van Silverdome in Zoetermeer. Bij de heren ging de strijd voornamelijk tussen Niels Kerstholt (titelverdediger en kampioen van 2006, 2007 en 2008) en het aanstormende talent Sjinkie Knegt. Bij de vrouwen deden Liesbeth Mau Asam (titelverdedigster en kampioene van 2004, 2005, 2006 en 2008) en Maaike Vos (kampioene van 2007) niet mee aan het kampioenschap.

## Uitslagen

### Heren
|        | Naam               | Club | pnt |
| ------ | ------------------ | ---- | --- |
| Goud   | Niels Kerstholt    | HVHW | 102 |
| Zilver | Sjinkie Knegt      | SCT  | 81  |
| Brons  | Freek van der Wart | IJVZ | 50  |
| 4      | Ingmar van Riel    | IJVZ | 47  |
| 5      | Rudy Koek          | IJVZ | 16  |
| 6      | Koen Hakkenberg    | IJVZ | 5   |

### Dames
|        | Naam              | Club | pnt |
| ------ | ----------------- | ---- | --- |
| Goud   | Annita van Doorn  | SVU  | 136 |
| Zilver | Jorien ter Mors   | SCT  | 84  |
| Brons  | Sanne van Kerkhof | IJVZ | 44  |
| 4      | Yara van Kerkhof  | IJVZ | 26  |
| 5      | Rosalie Huisman   | IJVZ | 16  |
| 6      | Hilda Wijnja      | SCT  | 8   |

### Junioren
- Junioren A: ingedeeld bij de senioren
- Junioren B: Bas Boelsma / Lara van Ruijven
- Junioren C: Itzhak de Laat / Jessy Kauffman